# Турати, Филиппо
Фили́ппо Тура́ти (итал. Filippo Turati; Канцо, провинция Комо, Ломбардия, 26 ноября 1857 — Париж, 29 марта 1932) — итальянский журналист и политик, один из основателей Социалистической партии, лидер её реформистского крыла.

## Биография
Филиппо Турати — сын Аделе Ди Джованни (Adele Di Giovanni) и Пьетро Турати (Pietro Turati), высокопоставленного чиновника в период австрийского господства, а позднее — Королевства Италия, убеждённого монархиста.
В 1877 году Турати окончил Болонский университет, где изучал право.
Переехал с семьёй в Милан, познакомился там с политиком Арканджело Гизлери, а также с философом и психологом Роберто Ардиго, занялся публицистикой и литературной критикой.
С 1885 года соратницей и спутницей жизни Турати стала Анна Кулишёва, хотя формально они не были женаты и не имели детей. В тот же период он начал сотрудничество с немецкими социал-демократами, воспринял марксистские идеи. В 1889 году вместе с Кулишёвой основал Миланский социалистический союз, в 1891 году занялся изданием журнала «Critica Sociale», а в 1892 году вошёл в число основателей Социалистической партии итальянских трудящихся (Partito socialista dei lavoratori italiani), которая с 1895 года носила наименование Итальянской социалистической партии.
Турати также получил известность в качестве поэта, в основе его творчества лежали социальные мотивы. В 1886 году он стал автором текста гимна рабочих (Su fratelli, su compagni), написанного по случаю создания штандарта организации «Сыны труда» (Figli del lavoro) в Милане. Гимн завоевал популярность и по сей день исполняется во время манифестаций и забастовок.

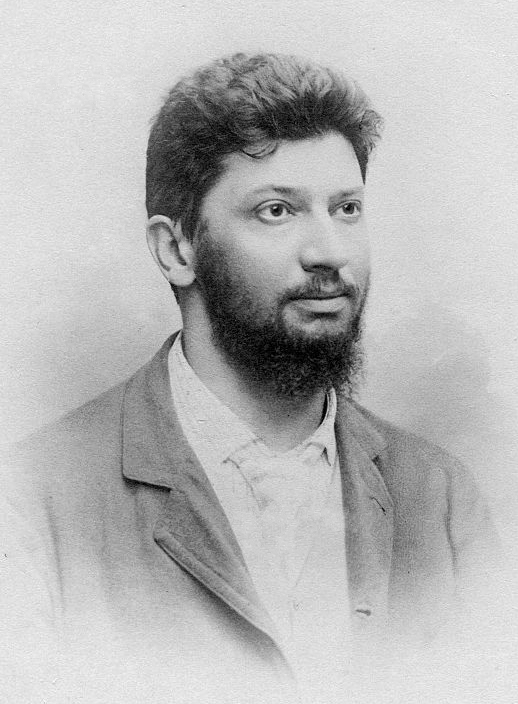
Турати в 1890-х

В 1896 году стал депутатом парламента, арестован за участие в беспорядках 1898 года, осуждён на двенадцать лет заключения, но освобождён через год.
Турати возглавил умеренное реформистское крыло партии, которому противостояло революционное течение, возглавляемое Энрико Ферри и Артуро Лабриола. На партийном съезде в 1902 году реформисты одержали верх, но их противники пользовались настолько большой популярностью среди избирателей, что в 1903 году Турати отклонил предложение премьер-министра Джолитти об участии в правительстве, не желая окончательно себя дискредитировать. В 1904 году на съезде в Болонье Лабриола завоевал поддержку большинства депутатов.
Турати выступал против Итало-турецкой войны в Ливии (1911), против вступления Италии в Первую мировую войну.
На парламентских выборах 1919 года Социалистическая партия одержала решительную победу, но в последующие годы нежелание последователей Турати взять на себя ответственность в правительстве и призывы радикалов к революционным преобразованиям привели к потере партией социальной базы, поскольку она упустила возможность апелляции к мелким земельным собственникам, доля которых в период между 1911 и 1921 годом выросла с 21 % до 35,6 %, а также оттолкнула католические организации антиклерикальной риторикой.
В 1922 году исключён из Социалистической партии и вместе с Джакомо Маттеотти основал Унитарную социалистическую партию. В 1926 году бежал из фашистской Италии в Париж, где принял участие в создании организации «Соединённое антифашистское действие», с 1930 года выступал за объединение социалистов.
Умер 29 марта 1932 года в Париже, в октябре 1948 года останки перевезены в Милан и похоронены на Монументальном кладбище.

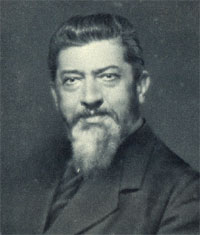